# Рокдейл (Іллінойс)
Рокдейл (англ. Rockdale) — селище (англ. village) в США, в окрузі Вілл штату Іллінойс. Населення — 2012 особи (2020).

## Географія
Рокдейл розташований за координатами 41°30′21″ пн. ш. 88°7′5″ зх. д. / 41.50583° пн. ш. 88.11806° зх. д. (41.505794, -88.118086).  За даними Бюро перепису населення США в 2010 році селище мало площу 2,06 км², уся площа — суходіл.

## Демографія
Згідно з переписом 2010 року, у селищі мешкало 1976 осіб у 793 домогосподарствах у складі 470 родин. Густота населення становила 960 осіб/км².  Було 854 помешкання (415/км²).
Расовий склад населення:
| - 76,8 % — білих - 3,9 % — чорних або афроамериканців - 0,7 % — корінних американців - 0,5 % — азіатів - 12,7 % — осіб інших рас |

До двох чи більше рас належало 5,4 %. Частка іспаномовних становила 35,4 % від усіх жителів.
За віковим діапазоном населення розподілялося таким чином: 27,0 % — особи молодші 18 років, 63,3 % — особи у віці 18—64 років, 9,7 % — особи у віці 65 років та старші. Медіана віку мешканця становила 32,0 року. На 100 осіб жіночої статі у селищі припадало 96,0 чоловіків;  на 100 жінок у віці від 18 років та старших — 91,9 чоловіків також старших 18 років.
Середній дохід на одне домашнє господарство  становив 62 130 доларів США (медіана — 54 083), а середній дохід на одну сім'ю — 68 376 доларів (медіана — 60 341). Медіана доходів становила 49 808 доларів для чоловіків та 39 773 долари для жінок. За межею бідності перебувало 10,7 % осіб, у тому числі 9,6 % дітей у віці до 18 років та 7,1 % осіб у віці 65 років та старших.
Цивільне працевлаштоване населення становило 1024 особи. Основні галузі зайнятості: роздрібна торгівля — 17,8 %, мистецтво, розваги та відпочинок — 15,8 %, освіта, охорона здоров'я та соціальна допомога — 14,4 %.